# Oleksandr Krykun
Oleksandr Volodymyrovič Krykun (in ucraino Олександр Володимирович Крикун?; in russo Александр Владимирович Крикун?; Lipsia, 1º marzo 1968) è un ex martellista ucraino, fino al 1991 sovietico, vincitore di una medaglia di bronzo ai Giochi olimpici di Atlanta 1996.
Krykun ha preso parte successivamente ad altre due edizioni dei Giochi olimpici nel 2000 e nel 2004. Ha fatto parte della nazionale juniores dell'Unione Sovietica, con cui ha vinto una medaglia d'argento agli Europei di Birmingham nel 1987.

## Palmarès
| Anno                                     | Manifestazione   | Sede        | Evento              | Risultato | Prestazione | Note |
| ---------------------------------------- | ---------------- | ----------- | ------------------- | --------- | ----------- | ---- |
| In rappresentanza dell' Unione Sovietica |                  |             |                     |           |             |      |
| 1987                                     | Europei juniores | Birmingham  | Lancio del martello | Argento   | 70,92 m     |      |
| In rappresentanza dell' Ucraina          |                  |             |                     |           |             |      |
| 1994                                     | Europei          | Helsinki    | Lancio del martello | 6º        | 76,08 m     |      |
| 1995                                     | Mondiali         | Göteborg    | Lancio del martello | 10º       | 75,52 m     |      |
| 1995                                     | Universiadi      | Fukuoka     | Lancio del martello | Argento   | 77,06 m     |      |
| 1996                                     | Giochi olimpici  | Atlanta     | Lancio del martello | Bronzo    | 80,02 m     |      |
| 1997                                     | Mondiali         | Atene       | Lancio del martello | 8º        | 77,14 m     |      |
| 1998                                     | Europei          | Budapest    | Lancio del martello | 11º       | 74,34 m     |      |
| 2000                                     | Giochi olimpici  | Sydney      | Lancio del martello | 20º (q)   | 74,83 m     |      |
| 2001                                     | Mondiali         | Edmonton    | Lancio del martello | 22º (q)   | 74,43 m     |      |
| 2002                                     | Europei          | Monaco      | Lancio del martello | 18º (q)   | 76,92 m     |      |
| 2003                                     | Mondiali         | Saint-Denis | Lancio del martello | 21º (q)   | 73,58 m     |      |
| 2004                                     | Giochi olimpici  | Atene       | Lancio del martello | 18º (q)   | 75,42 m     |      |